# Trichosalpinx barbelifera
Trichosalpinx barbelifera là một loài thực vật có hoa trong họ Lan. Loài này được Luer & R.Vásquez miêu tả khoa học đầu tiên năm 1997.